# Flecha Brabanzona 2017
La 57.ª edición de la clásica ciclista Flecha Brabanzona se celebró en Bélgica el 12 de abril de 2017 sobre un recorrido de 197 km entre las ciudades de Lovaina y Overijse. 
La carrera formó parte del UCI Europe Tour 2017, dentro de la categoría 1.HC.
La carrera fue ganada por el corredor italiano Sonny Colbrelli del equipo Bahrain-Merida, en segundo lugar Petr Vakoč (Quick-Step Floors) y en tercer lugar Tiesj Benoot (Lotto-Soudal).

## Equipos participantes
| WorldTeams (9)- Bahrain-Merida - BMC Racing Team - Cannondale-Drapac - Dimension Data - Lotto NL-Jumbo - Lotto-Soudal - Orica-Scott - Quick-Step Floors - Team Sunweb Equipos continentales profesionales (15)- Aqua Blue Sport - Bardiani CSF - CCC Sprandi Polkowice - Cofidis, Solutions Crédits - Direct Énergie - Fortuneo-Vital Concept - Gazprom-RusVelo - Israel Cycling Academy - Manzana Postobón - Novo Nordisk - Roompot-Nederlandse Loterij - Sport Vlaanderen-Baloise - Verandas Willems-Crelan - Wanty-Groupe Gobert - WB-Veranclassic-Aqua Protect |
| |

## Clasificación final
- Las clasificaciones finalizaron de la siguiente forma:[2]

| \| Clasificación general \| Clasificación general \| Clasificación general \| Clasificación general \| Clasificación general \| \| Ciclista \| Ciclista \| Equipo \| Tiempo \| \| \| --------------------- \| ----------------------- \| --------------------- \| --------------------- \| --------------------- \| \| 1.º \| Sonny Colbrelli \| Bahrain-Merida \| 4 h 44 min 22 s \| \| \| 2.º \| Petr Vakoč \| Quick-Step Floors \| + 0 s \| \| \| 3.º \| Tiesj Benoot \| Lotto-Soudal \| + 0 s \| \| \| 4.º \| Tim Wellens \| Lotto-Soudal \| + 0 s \| \| \| 5.º \| Bert-Jan Lindeman \| LottoNL-Jumbo \| + 0 s \| \| \| 6.º \| Christopher Juul-Jensen \| Orica-Scott \| + 0 s \| \| \| 7.º \| Dries Devenyns \| Quick-Step Floors \| + 0 s \| \| \| 8.º \| Silvan Dillier \| BMC Racing Team \| + 0 s \| \| \| 9.º \| Victor Campenaerts \| LottoNL-Jumbo \| + 6 s \| \| \| 10.º \| Laurens De Plus \| Quick-Step Floors \| + 6 s \| \| |                         |                   |                 |
| |                         |                   |                 |
| Fuente: ProCyclingStats |                         |                   |                 |
| Clasificación general |                         |                   |                 |
| Ciclista | Ciclista                | Equipo            | Tiempo          |
| 1.º | Sonny Colbrelli         | Bahrain-Merida    | 4 h 44 min 22 s |
| 2.º | Petr Vakoč              | Quick-Step Floors | + 0 s           |
| 3.º | Tiesj Benoot            | Lotto-Soudal      | + 0 s           |
| 4.º | Tim Wellens             | Lotto-Soudal      | + 0 s           |
| 5.º | Bert-Jan Lindeman       | LottoNL-Jumbo     | + 0 s           |
| 6.º | Christopher Juul-Jensen | Orica-Scott       | + 0 s           |
| 7.º | Dries Devenyns          | Quick-Step Floors | + 0 s           |
| 8.º | Silvan Dillier          | BMC Racing Team   | + 0 s           |
| 9.º | Victor Campenaerts      | LottoNL-Jumbo     | + 6 s           |
| 10.º | Laurens De Plus         | Quick-Step Floors | + 6 s           |

## UCI World Ranking
La Flecha Brabanzona otorga puntos para el UCI Europe Tour 2017 y el UCI World Ranking, este último para corredores de los equipos en las categorías UCI ProTeam, Profesional Continental y Equipos Continentales. Las siguientes tablas son el baremo de puntuación y los corredores que obtuvieron puntos:
| Posición              | 1.ª | 2.ª | 3.ª | 4.ª | 5.ª | 6.ª | 7.ª | 8.ª | 9.ª | 10.ª |
| Clasificación general | 200 | 150 | 125 | 100 | 85  | 70  | 60  | 50  | 40  | 35   |

| 1.º  | Sonny Colbrelli         | Bahrain Merida    | 200 |
| 2.º  | Petr Vakoč              | Quick-Step Floors | 150 |
| 3.º  | Tiesj Benoot            | Lotto Soudal      | 125 |
| 4.º  | Tim Wellens             | Lotto Soudal      | 100 |
| 5.º  | Bert-Jan Lindeman       | LottoNL-Jumbo     | 85  |
| 6.º  | Christopher Juul-Jensen | Orica-Scott       | 70  |
| 7.º  | Dries Devenyns          | Quick-Step Floors | 60  |
| 8.º  | Silvan Dillier          | BMC Racing        | 50  |
| 9.º  | Victor Campenaerts      | LottoNL-Jumbo     | 40  |
| 10.º | Laurens De Plus         | Quick-Step Floors | 35  |